# Affärsportfölj
Affärsportfölj, det samlande begreppet för företagets strategiska affärsenheter. Man liknar sammansättningen av affärsenheterna med sammansättningen av en värdepappersportfölj.
Ett sätt att göra en affärsportfölj är att tillämpa den klassiska BCG-matrisen där man delar upp företagets produkter i fyra kategorier för att underlätta analysen av vad företaget bör satsa på och vilka engagemang som bör avvecklas. Det första som företaget gör är att identifiera sina strategiska affärsenheter eller kärnverksamheter. Till hjälp för detta bör man använda sig av företagets formulerade vision och mission. När detta väl är gjort är det dags att dela in produkterna i kategorier utifrån marknadstillväxt och relativ marknadsandel. De produkter som både har en stark marknadstillväxt och en hög relativ marknadsandel benämns som "stjärnor" eller "stars". Dessa produkter har företaget nyligen satsat på. Men de kommer inte att för alltid kategoriseras som en stjärna. Förr eller senare avtar tillväxten utan att företagets relativa marknadsandel nödvändigtvis förändras.